# Сока (Румунія)
Сока (рум. Soca) — село у повіті Тіміш в Румунії. Входить до складу комуни Банлок.
Село розташоване на відстані 402 км на захід від Бухареста, 43 км на південь від Тімішоари.

## Історія
Перша документальна згадка про село датується 1333 роком. У часи середньовіччя поселення припинило своє існування і було знову відновлено з початком сербської колонізації навколишніх земель. За переписом 1717 року Сока нараховувала 30 будинків, де проживали переважно серби. 
До 1950 року число румунів у кількості населення було незначним. У 1970-х роках сюди почали переселятися етнічні українці, вихідці з північної Мармарощини і Буковини, які невдовзі утворили міцну спільноту, що на початку 1990-х років за кількістю переважала кожну з інших національностей. Так за даними 1992 року в Соці налічувалося 535 жителів, серед них українців — 253 особи, сербів — 177 осіб, румун — 103 особи, інших — 2 особи.
У 2002 році в Соці була заснована філія Союзу українців Румунії, яку очолив Івано Морочіло. 7 січня 2007 року збудовано українську православну церкву «Різдва Пресвятої Діви Марії», яку 3 червня 2013 року відвідав єпископ Хотинський Мелетій.

## Населення
За даними перепису населення 2002 року у селі проживали 537 осіб.
Національний склад населення села:
| Національність | Кількість осіб | Відсоток |
| -------------- | -------------- | -------- |
| українці       | 283            | 52,7%    |
| румуни         | 130            | 24,2%    |
| серби          | 122            | 22,7%    |

Рідною мовою назвали:
| Мова       | Кількість осіб | Відсоток |
| ---------- | -------------- | -------- |
| українська | 268            | 49,9%    |
| румунська  | 149            | 27,7%    |
| сербська   | 118            | 22,0%    |